# Samantha Davies

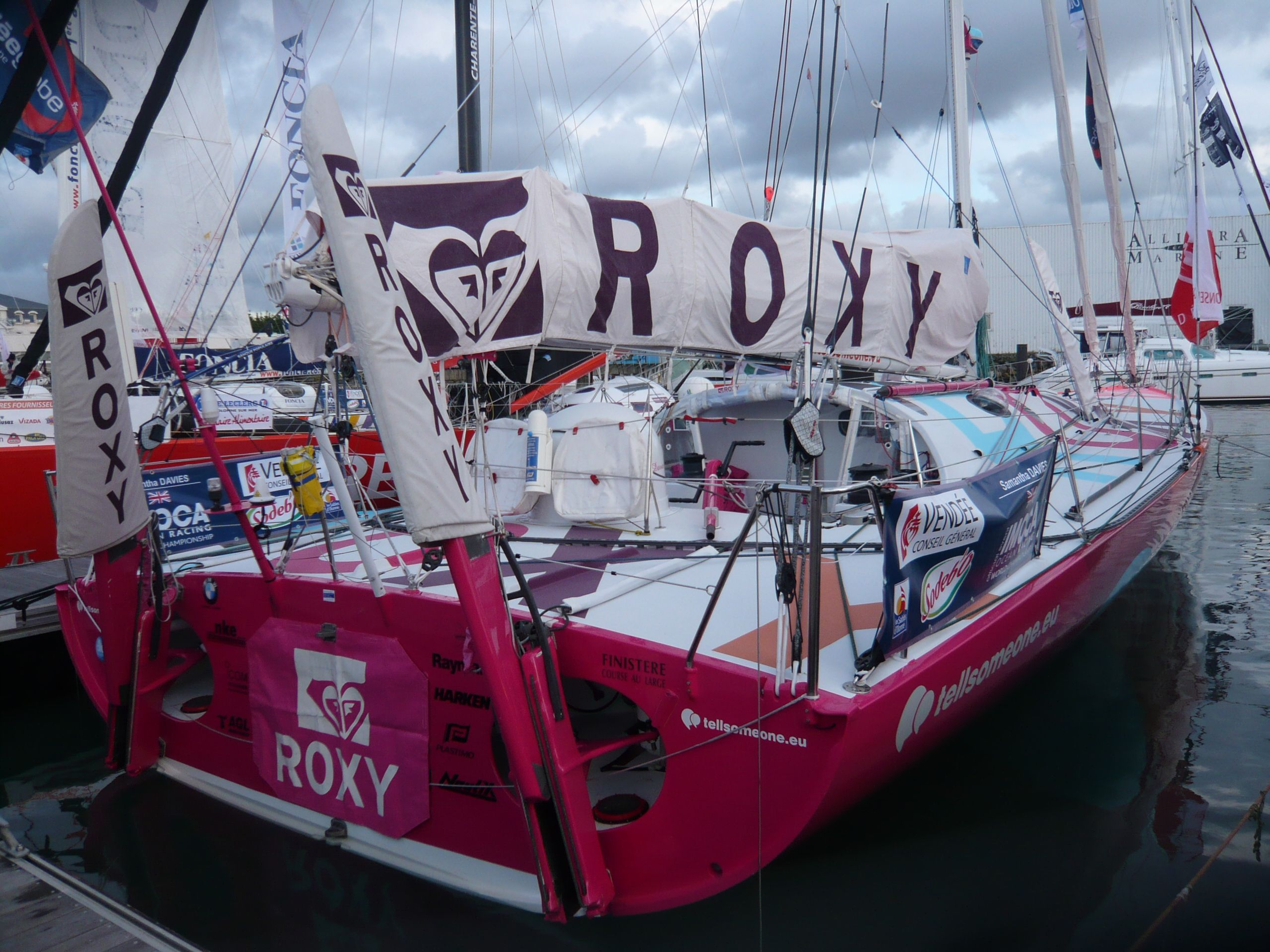
Davies' jacht Roxy in 2008

Samantha (Sam) Davies (Portsmouth, 28 november 1974) is een Britse zeilster. Ze is met name bekend van prestaties in de Vendée Globe 2008-2009, toen ze als vierde eindigde.
Een van de eerste grote zeilwedstrijden waaraan Davies deelnam was de poging om met een vrouwelijke bemanning de Jules Verne Trofee te winnen in 1998 op het jacht Royal & SunAlliance. In de jaren erna voer ze voornamelijk duo- en solowedstrijden. Ze heeft ze driemaal deelgenomen aan de Transat Jacques Vabre, een non-stop zeilwedstrijd over de Atlantische Oceaan zonder hulp van buitenaf, voor teams van twee. Ze voer samen met Nick Moloney (2003), Gregoire Jeanne (2007) en Sidney Gavignet (2009). Ze voer eveneens driemaal de Solitaire du Figaro, een solo-zeilwedstrijd in etappes in het West-Europese oceaanwater. Veel van haar wedstrijden voer Davies op Roxy, een IMOCA-jacht met een lengte van 60 voet.
Davies verkreeg met name bekendheid door haar deelname aan de Vendée Globe in 2008-2009, een non-stop solowedstrijd rond de wereld. Davies kwam na 96 dagen met Roxy als derde over de eindstreep. Halverwege de wedstrijd schoot zij met enkele andere deelnemers de Fransman Yann Eliès te hulp, die gekapseisd was na een aanvaring met een container. Ze kreeg hiervoor een tijdsreductie als compensatie. Echter, tegenstander Marc Guillemot ontving een langere tijdsreductie vanwege een hogere handicap, waardoor Guillemot haar voorbij ging in het eindklassement en Davies dus officieel als vierde eindigde.
Ze keerde in 2012-2013 terug in de Vendée Globe als enige vrouwelijke deelnemer. Ze viel echter na vijf dagen al uit doordat ze haar mast verloor.
Davies werd in september 2014 officieel benoemd tot schipper van het volledige vrouwelijke Team SCA in de Volvo Ocean Race 2014-2015. Het team won één etappe in de wedstrijd en eindigde als zesde in het eindklassement.
Davies is getrouwd en heeft een zoon.

## Palmares
- 1998 - Jules Verne Trofee, niet behaald
- 2001 - Mini Transat, 11e
- 2003 - Transat Jacques Vabre, 6e
- 2003 - Solitaire du Figaro, 19e
- 2004 - Solitaire du Figaro, 19e
- 2005 - Solitaire du Figaro, 22e
- 2007 - Transat Jacques Vabre, 10e
- 2007 - Transat B to B, 7e
- 2008/09 - Vendée Globe, 4e
- 2009 - Transat Jacques Vabre, 10e
- 2010 - Transat AG2R, 4e
- 2012/13 - Vendée Globe, uitgevallen
- 2014/15 - Volvo Ocean Race, 6e